# McKinze Gaines
Orrin McKinze Gaines II (Austin, 2 marzo 1998) è un calciatore statunitense, attaccante del Las Vegas Lights.

## Carriera

### Club
Cresciuto nel settore giovanile del Lonestar SC, nel 2016 si è trasferito al Wolfsburg, dove ha giocato con la formazione Under-19. Nel 2017 è stato acquistato dal Darmstadt, club della 2. Bundesliga, ma a causa dello scarso impiego (tre presenze complessive, di cui due in campionato e una in coppa) nel gennaio del 2019 è stato ceduto in prestito fino al termine della stagione allo Zwickau, in 3. Liga. È rimasto nella categoria anche l'anno successivo, trasferendosi a titolo definitivo al Sonnenhof Großaspach. Nel 2020 si è accasato all'Hannover 96, che lo ha inizialmente aggregato alla squadra riserve. Il 12 gennaio 2021 ha esordito in prima squadra, disputando l'incontro di 2. Bundesliga pareggiato 0-0 contro il Paderborn. Nel luglio successivo è tornato negli Stati Uniti, firmando con l'Austin FC in MLS. Nel 2022 si è trasferito al Charlotte FC, alla sua stagione inaugurale nella MLS.

### Nazionale
Ha rappresentato le nazionali giovanili statunitensi Under-17 ed Under-19.

## Statistiche

### Presenze e reti nei club
Statistiche aggiornate al 18 agosto 2022.
| Stagione         | Squadra          | Campionato       | Campionato | Campionato | Coppe nazionali | Coppe nazionali | Coppe nazionali | Coppe continentali | Coppe continentali | Coppe continentali | Altre coppe | Altre coppe | Altre coppe | Totale | Totale |
| Stagione         | Squadra          | Comp             | Pres       | Reti       | Comp            | Pres            | Reti            | Comp               | Pres               | Reti               | Comp        | Pres        | Reti        | Pres   | Reti   |
| ---------------- | ---------------- | ---------------- | ---------- | ---------- | --------------- | --------------- | --------------- | ------------------ | ------------------ | ------------------ | ----------- | ----------- | ----------- | ------ | ------ |
| 2017-2018        | Darmstadt        | 2L               | 2          | 0          | CG              | 1               | 0               |                    | -                  | -                  |             | -           | -           | 3      | 0      |
| 2018-gen. 2019   | Darmstadt        | 2L               | 0          | 0          | CG              | 0               | 0               |                    | -                  | -                  |             | -           | -           | 0      | 0      |
| Totale Darmstadt | Totale Darmstadt | Totale Darmstadt | 2          | 0          |                 | 1               | 0               |                    | -                  | -                  |             | -           | -           | 3      | 0      |
| gen.-giu. 2019   | Zwickau          | 3L               | 9          | 0          |                 | -               | -               |                    | -                  | -                  |             | -           | -           | 9      | 0      |
| 2019-2020        | Sonnenhof G.     | 3L               | 24         | 3          |                 | -               | -               |                    | -                  | -                  |             | -           | -           | 24     | 3      |
| 2020-2021        | Hannover 96      | 2L               | 1          | 0          | CG              | -               | -               |                    | -                  | -                  |             | -           | -           | 1      | 0      |
| 2020-2021        | Hannover 96 II   | RL               | 9          | 1          |                 | -               | -               |                    | -                  | -                  |             | -           | -           | 9      | 1      |
| lug.-dic. 2021   | Austin FC        | MLS              | 9          | 1          |                 | -               | -               |                    | -                  | -                  |             | -           | -           | 9      | 1      |
| 2022             | Charlotte FC     | MLS              | 19         | 0          | USOC            | 3               | 2               |                    | -                  | -                  |             | -           | -           | 22     | 2      |
| Totale carriera  | Totale carriera  | Totale carriera  | 73         | 5          |                 | 4               | 2               |                    | -                  | -                  |             | -           | -           | 77     | 7      |